# Marte mora em São Paulo
Marte Mora em São Paulo é um livro de poesia publicado em 2012, escrito pelo jornalista, poeta e músico Daniel Perroni Ratto . O livro exercita a imaginação a partir da “palavra caótica”, trazendo elementos que nos levam aos seus paradoxos e suas aproximações surpreendentes ao urbano que parece lhe atordoar e amar.
 Como diz José Carlos Capinan, tropicalista, da Academia de Letras da Bahia, nas orelhas do livro, “os versos (de Daniel Ratto) enfrentam a guerra aberta nas ruas, pelo caminho em que encontra o desconhecido e a solidão, mas sempre com os olhos voltados para as paisagens que estão do lado de fora, mas que parecem construídas dentro dele (...) Quero mais tempo para acompanhar, através de sua poesia, o passeio que ele oferece aos seus leitores, levando-nos a percorrer um panorama poético onde não falta surpresa e emoção.”[carece de fontes?]
A obra conta com apresentação de Joana Rodrigues, mestre e doutora em literatura pela USP, e prefácio de Francis Vale, jornalista, produtor, roteirista, cineasta e compositor.

## Indicações
- Indicado ao Prêmio da Fundação Biblioteca Nacional de 2012 na categoria poesia.[3]
- Indicado ao Prêmio Portugal Telecom de 2013 na categoria poesia.[4]